# 塚本秀彦
塚本 秀彦（つかもと ひでひこ、1978年1月24日 - ）は、日本の元アマチュアボクシング選手。広島県出身。

## 来歴
広陵高から日本大学に進学。2・3年次に全日本アマチュアボクシング選手権大会フェザー級連覇を果たす。
4年次に2000年シドニーオリンピックの同級に出場。しかし1回戦で敗退した。
2003年に新日本プロレスの入門テストを受験したが不合格となった。
現在はIMAOKA YOSHIAKI BOXING AUTHORITYのトレーナーを務め、高校の同期である元OPBFチャンピオン稲田千賢もスタッフに加わっている。